# Domenico Loparco
Domenico Loparco (Bologna, 5 novembre 1962) è un bassista, compositore e arrangiatore italiano.
Noto per l'intensivo uso di tecnica slap, vanta una vasta serie di collaborazioni con grandi artisti nazionali come Lucio Dalla, Renato Zero, Ron, Ivan Graziani, Samuele Bersani, Gianni Morandi ed internazionali come Billy Cobham, Manu Katché, Frank Gambale, Paul Gilbert, John Petrucci e altri.
Attualmente si esibisce nei Domenico Loparco Project , e ha all'attivo un album, 4/5/6/7, uscito nel marzo 2005, e un DVD, Domenico Loparco Onstage, registrato live ad Arezzo nel 2006.